# Interporto FC
Interporto Futebol Clube – brazylijski klub piłkarski z siedzibą w mieście Porto Nacional leżącym w stanie Tocantins.

## Osiągnięcia
- Mistrz stanu Tocantins (2): 1999, 2013.
- Puchar stanu Tocantins (Copa Tocantins): 1998.